# West Paterson
West Paterson é um distrito localizado no estado americano de Nova Jérsei, no Condado de Passaic.

## Demografia
Segundo o censo americano de 2000, a sua população era de 10.987 habitantes.
Em 2006, foi estimada uma população de 11.234, um aumento de 247 (2.2%).

## Geografia
De acordo com o United States Census Bureau tem uma área de
8,1 km², dos quais 7,7 km² cobertos por terra e 0,4 km² cobertos por água.

## Localidades na vizinhança
O diagrama seguinte representa as localidades num raio de 8 km ao redor de West Paterson.